# ICAR Universal
ICAR Universal este un avion biloc, monoplan, cu aripa jos și cabina deschisă, proiectat și construit la fabrica ICAR din București.
Era un avion destinat școlilor civile și militare de pilotaj, în special ca avion de faza I.
Diferite variante au fost folosite pentru acrobație aeriană în cadrul mitingurilor aviatice organizate de ARPA, respectiv pentru realizarea raidului aerian românesc din 1935 în Africa.

## Variante

### ICAR Universal

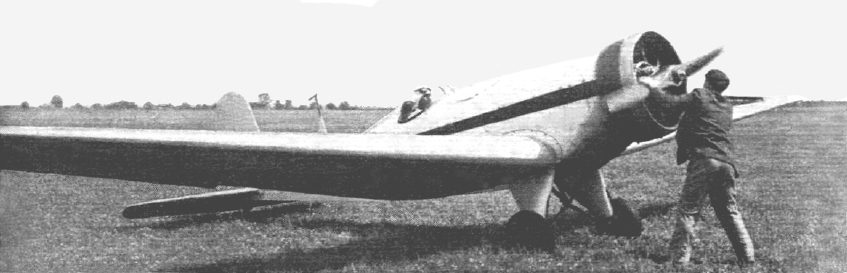
ICAR Universal al prințului Constantin Suțu.
Atribuire: The Flight magazine archive from Flightglobal

ICAR Universal a fost proiectat începând din 1932 și realizat în 1934 la fabrica ICAR din București, sub conducerea lui Mihail Racoviță. Aparatul a fost dezvoltat prin remotorizare, din ICAR M23b, care era construit la fabrica ICAR pe baza unei licențe a aparatului Messerschmitt M23b.
Avioanele destinate școlilor de pilotaj erau cu două locuri, dar, la comandă, cum au fost de exemplu avioanele construite pentru Marina Știrbei (YR-MAI) și Constantin Suțu (YR-CCI) s-au realizat și avioane monoloc, prin acoperirea postului din față. Locul respectiv a putut fi folosit ca spațiu suplimentar pentru bagaje și pentru rezervoare de benzină suplimentare, care au mărit autonomia avioanelor și au permis realizarea de raiduri.
Fuzelajul era din lemn, în construcție semimonococă și era acoperit cu palcaj, cu excepția zonei motorului, care era metalică, și a suprafețelor de comandă (eleroane, profundor și direcție), care erau împânzite. Bechia era fixă, din lemn, cu o patină metalică.
Avionul era echipat cu motorul cu 7 cilindri în stea Siemens-Halske SH 14a, de 150 CP. Pentru o bună răcire, care asigura creșterea performanțelor, motorul era prevăzut cu inel NACA. Pentru a ușura operarea pe terenuri moi avionul era echipat cu anvelope balon.
Datorita performanțelor aparatului acesta a fost foarte bine primit de utilizatorii săi din cadrul școlilor civile de pilotaj ale ARPA precum și de persoanele particulare în posesia cărora ajunsese, însă din acestă variantă s-au realizat doar 6 bucăți.

#### Caracteristici ICAR Universal
Echipaj: 2 piloți
Caracteristici tehnice:
- Lungime: 6,75 m
- Anvergură: 11,80 m
- Înălțime: 1,95 m
- Suprafață portantă: 14,30 m2
- Masă (gol): 440 kg
- Masă (gata de zbor): 700 kg
- Motor: 1 x Siemens-Halske SH 14a, 150 CP

Performanțe:
- Viteză maximă: 180 km/h
- Viteză de croazieră: 160 km/h
- Viteză minimă: 70 km/h
- Plafon de zbor: 4000 m
- Autonomie: 4 h 30 min, respectiv 8 h 30 min în varianta monoloc

### ICAR Universal Acrobatic

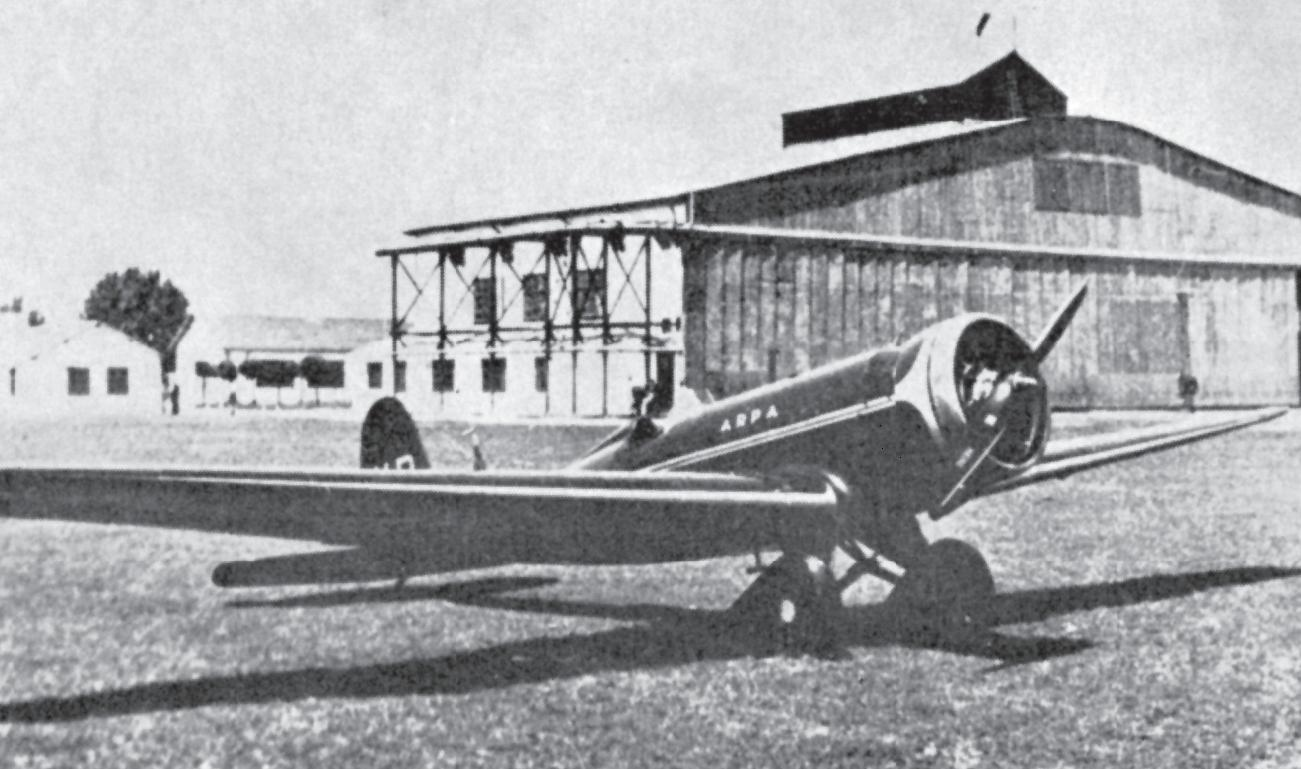
Versiunea ICAR Universal acrobatic (1934)

Trei aparate ICAR Universal au fost modificate pentru formația de acrobație aeriană Dracii Roșii a ARPA. Varianta s-a numit ICAR Universal Acrobatic. Modificările au constat în transformarea lor în monolocuri prin acoperirea postului din față, alungirea aripilor (anvergura) la 12,9 m, revenirea la trenul de aterizare cu roți cu spițe, înguste, dar cu carenaj. Avioanele au fost vopsite roșu, cu dungi longitudinale albe pe fuzelaj.
Avioanele au fost înmatriculate YR-ACA, YR-ACB și YR-ACC.
După decesul lui Mihail Pantazi, în 1938 avioanele au fost transformate în avioane obișnuite de școală, cu două locuri (dar nu în varianta ICAR Universal Biloc) și revopsite în mod comun. Cu aceste avioane s-a zburat până în 1940.

### ICAR Universal Biloc

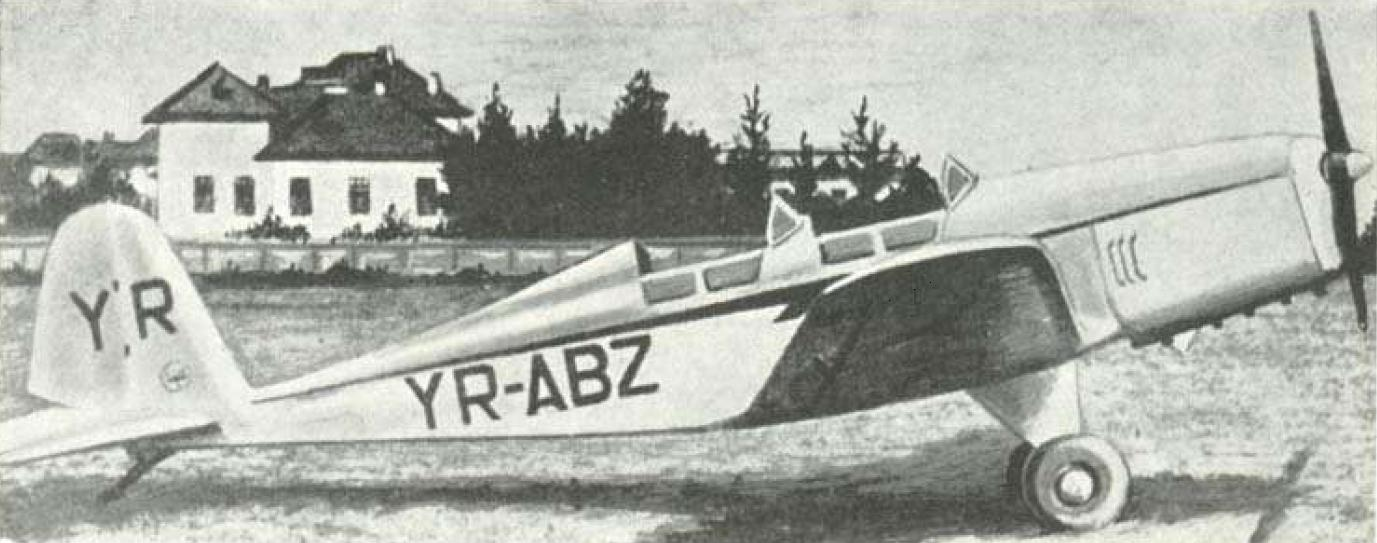
Versiunea cu motor IAR 4GI (1935)

Deoarece motoarele în stea Siemens-Halske SH 14a erau costisitoare, în 1935 s-a realizat o variantă cu motor în linie IAR 4GI, fabricat în România pe baza unei licențe a motorului de Haviland Gipsy Major. Avioanele se recunoșteau ușor prin ușițele vitrate, care ușurau urcarea la bord.
Aparatul era destinat în special școlilor de pilotaj militare, dar cele utilizate în raiduri au avut și înmatriculări civile.
Performanțele și fiabilitatea aparatului au fost confirmate când a fost efectuat un raid cu o formație de trei avioane pe traiectul București-Cape Town. Pentru acest raid dificil, ținând seama de lungimea traiectului, de dificultățile de ordin meteorologic și de configurația regiunilor ce urmau a fi survolate, au fost alese trei avioane de serie, aflate în acel moment în dotarea școlilor militare de aviație, care, pentru simplificarea procedurilor, au primit înmatriculări civile: YR-ACK, YR-ACL și YR-ACM.
Acest raid de 11 500 km a fost străbătut în 73 de ore și 5 minute. În cadrul acestui raid a fost străbătută o distanta totala de 23 000 km fiind parcurs in 27 de zile cu un total de 149 de ore și 10 minute, timp de zbor efectiv. Echipajele celor trei avioane erau formate din:, lt.-cmd. George Davidescu și cpt.-cmd. Gheorghe Jienescu (YR-ACK), lt.-cmd. Alexandru Cernescu și cpt. Gheorghe Olteanu (YR-ACL), respectiv lt.-cmd. Mihail Pantazi și maistrul mecanic Anton Ștengher care era și pilot.
Fabrica constructoare a adus avioanelor câteva modificări și îmbunătățiri cum ar fi modificarea răcitoarelor de ulei și modificarea rezervoarelor de combustibil pentru mărirea autonomiei de zbor, care a ajuns la opt ore și treizeci de minute de la trei ore. În plus au fost instalate la bordul avioanelor echipamente specifice pentru un raid deasupra continentului African. Deși în urma acestor modificări avionul și-a mărit greutatea maxima de decolare cu peste 150 kg, calitățile lui de zbor nu s-au modificat.

#### Caracteristici ICAR Universal Biloc
Echipaj: 2 piloți
Caracteristici tehnice:
- Lungime: 6,90 m
- Anvergură: 11,80 m
- Înălțime: 1,95 m
- Suprafață portantă: 14,30 m2
- Masă (gol): 450 kg
- Masă (gata de zbor): 690 kg
- Motor: 1 x IAR 4GI, licență De Havilland Gipsy Major 130 CP

Performanțe:
- Viteză maximă: 195 km/h
- Viteză de croazieră: 160 km/h
- Viteză minimă: 75 km/h
- Plafon de zbor: 4500 m
- Autonomie: 3 h, respectiv 8 h 30 min (pentru raidul african)

## Utilizatori
- România